# Frontière entre le Nevada et l'Utah

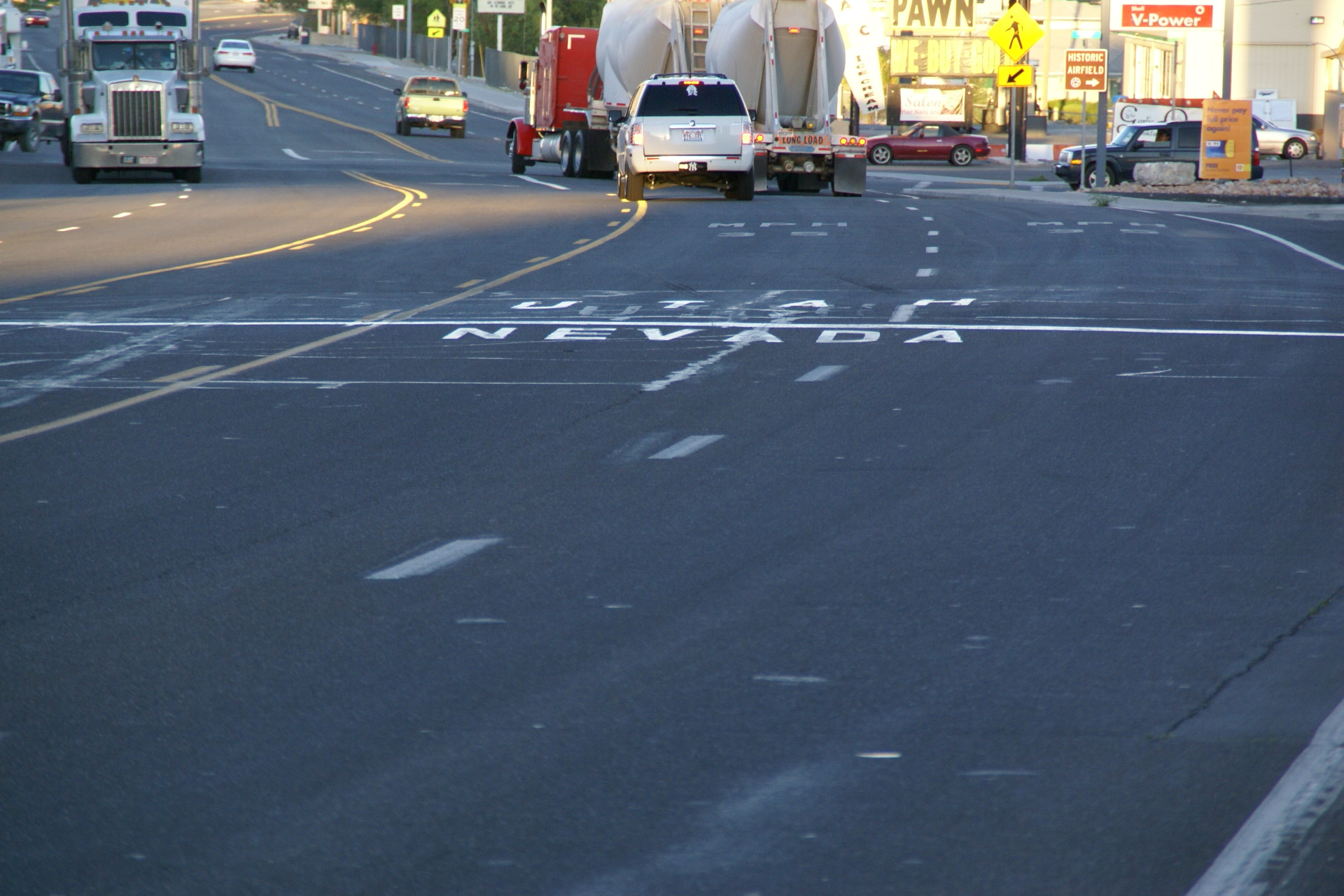
Frontière au coeur de West Wendover.

La frontière entre le Nevada et l'Utah est une frontière intérieure des États-Unis délimitant les territoires du Nevada à l'ouest et de l'Utah à l'est.
Celle-ci suit le tracé du 114e méridien ouest à son intersection avec 42e parallèle nord jusqu'au 37e parallèle nord.
Le tracé des frontières du Nevada a pris de nombreuses années ; le Nevada a été séparé de l'Utah en 1861, et le président Lincoln a proclamé son indépendance en 1864, et il a fallu trois années supplémentaires pour atteindre ses limites actuelles.